# Physarum polycephalum
Physarum polycephalum es un moho mucilaginoso del grupo Myxomycota, a menudo denominado moho de muchas cabezas o blob (en referencia a la película The Blob). Se encuentra en zonas de sombra, frescas y húmedas, tales como entre hojarasca y en troncos en descomposición. P. polycephalum es por lo general de color amarillo, y se alimenta de esporas de hongos, bacterias y otros microbios. Es un organismo muy fácil de hacer crecer en cultivos y se utiliza como organismo modelo para los estudios de circulación ameboide y movilidad celular.

## Ciclo de vida
La principal fase vegetativa de P. polycephalum es el plasmodio, una masa de protoplasma con numerosos núcleos que se desliza por el suelo buscando las partículas de alimento. Si las condiciones ambientales hacen que el plasmodio se deshidrate, se formará un esclerocio. Este es básicamente un tejido endurecido multinucleado que sirve como etapa latente, permitiendo la protección de Physarum durante largos períodos. Una vez que las condiciones favorables se reanudan, el plasmodio reaparece para continuar con su búsqueda de alimento.
Cuando falta el alimento, el plasmodio finaliza la fase de alimentación y comienza con su fase reproductiva. A partir del plasmodio se forman tallos de esporangios y dentro de estas estructuras se produce la meiosis y se forman esporas. Los esporangios suelen formarse en espacios abiertos para que las esporas se propaguen por medio del viento.
Las esporas pueden permanecer latentes durante años si es necesario. Sin embargo, cuando las condiciones ambientales son favorables para el crecimiento, las esporas germinan y liberan células flageladas o ameboides (etapa móvil). Las células se fusionan para formar un nuevo plasmodio.

## Movimiento
El movimiento de P. polycephalum se realiza a través del flujo del protoplasma. El intervalo de tiempo entre la ida y vuelta del protoplasma es de aproximadamente dos minutos. La fuerza del flujo varía para cada tipo de plasmodio.
La fuerza que mueve el flujo de protoplasma se genera probablemente por contracción y relajación de una capa membranosa que contiene actina (un tipo de filamento asociado con la contracción). La capa de filamentos crea un gradiente de presión sobre el protoplasma, que fluye dentro de los límites de la periferia celular.

## Cultivo
P. polycephalum puede cultivarse fácilmente en el laboratorio con fines de investigación. La manera más simple es hacer crecer un plasmodio sobre un medio agar o papel de filtro. Se mantiene al cultivo fuera de la luz directa y se realiza un "enjuague" ligero semanal para garantizar el crecimiento. Una vez que el cultivo comienza a crecer debe ser alimentado. En la naturaleza, P. polycephalum suele alimentarse de bacterias y de materia orgánica muerta. Sin embargo, en el laboratorio se necesita nutrirlo con avena natural (la avena instantánea mata al organismo). A medida que su cultivo crece, puede ser necesario transferirlo a múltiples placas de Petri, para lo cual se elimina una parte del plasmodio activo y se lo coloca suavemente sobre el agar o papel de filtro del medio de cultivo. Si se desea inducir a la formación de esporangios, se debe exponer el plasmodio a pequeños incrementos de la luz solar cada día hasta que se formen los esporangios.

## Experimento de diseño ferroviario

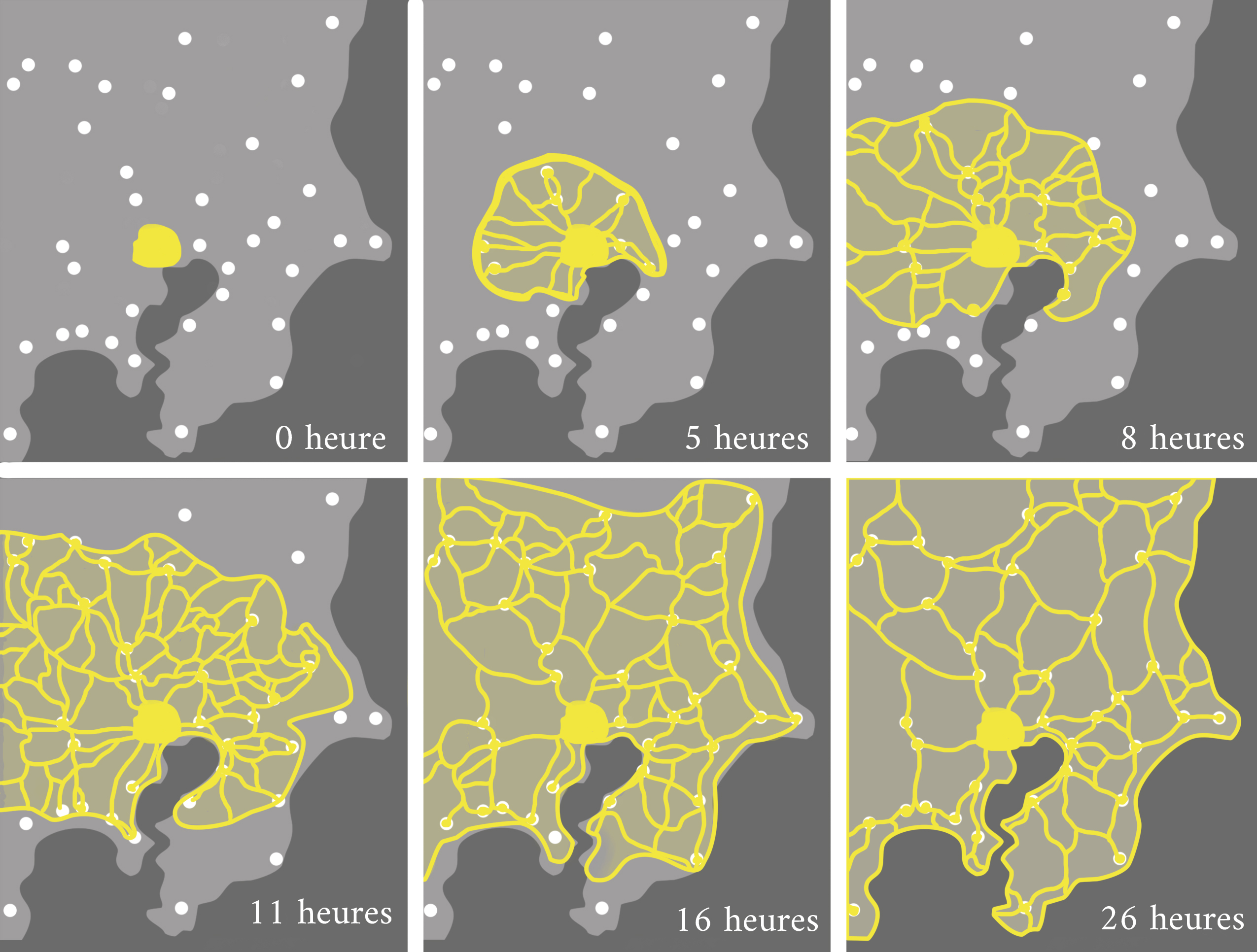
El experimento del profesor Toshiyuki Nakagaki.

Un grupo de investigadores japoneses realizó un estudio con el protozoo, publicado en la revista Science en enero de 2010.
El experimento aprovechó la habilidad para producir túbulos que unen las colonias del moho con sus fuentes de alimento, y su aversión a la luz. Se utilizó una placa traslúcida que reproducía los accidentes geográficos de Tokio y sus alrededores con mayor o menor intensidad lumínica, en la que se pusieron fuentes de alimento en las posiciones de Tokio y sus ciudades satélite. El resultado fue que el moho construyó su red de túbulos de manera muy cercana a la red ferroviaria existente, que ha sido optimizada en un proceso que ha tomado años.
Este hallazgo hizo merecedores, al grupo de investigadores, del Premio Ig Nobel de Planificación de Transporte en 2010.

## Capacidad de aprendizaje
El Physarum polycephalum ha sido descrito como un organismo unicelular con capacidad de aprendizaje, a pesar de su falta de sistema nervioso. Esta se ha manifestado a través de experimentos realizados por un equipo de biólogos del Centro de Investigación de Cognición Animal de la Universidad de Toulose III-Paul Sabatier y el Centro Nacional para la Investigación Científica (Francia). 
Durante los mismos, que alcanzaron hasta nueve días de duración, se expusieron varios grupos a sustancias amargas como la cafeína o la quinina, mientras que al grupo de control no se lo expuso a ninguna sustancia. Los resultados mostraron que, al cabo del tiempo, el physarum deja de evitar e "ignora" dicha sustancia inofensiva con la cual se ha encontrado varias veces; este efecto se denomina "habituación". En estas pruebas el physarum también fue capaz de superar pruebas como laberintos, trampas o maximizar la distribución de sus nutrientes.
Estos estudios hicieron ganar el Premio Ig Nobel de Ciencias cognitivas en 2008 al equipo de científicos, compuesto por Toshiyuki Nakagaki, Hiroyasu Yamada, Ryo Kobayashi, Atsushi Tero, Akio Ishiguro y Agota Toth.